# Omar Alderete
Omar Federico Alderete Fernández (ur. 26 grudnia 1996 w Asunción) – paragwajski piłkarz występujący na pozycji obrońcy w hiszpańskim klubie Getafe oraz w reprezentacji Paragwaju. Wychowanek Cerro Porteño, w trakcie swojej kariery grał także w takich zespołach jak Gimnasia y Esgrima, CA Huracán, FC Basel, Hertha BSC oraz Valencia CF.